# Al-Simawi
Abu-l-Qàssim Àhmad ibn Muhàmmad al-Iraqí as-Simawí, més conegut simplement com a as-Simawí —en àrab أبو القاسم محمد بن أحمد العراقي السماوي, Abū l-Qāsim Muḥammad b. Aḥmad al-ʿIrāqī as-Simāwī— (mort vers 1260) fou un alquimista musulmà de Bagdad que va portar a terme diversos experiments. Fou l'autor del famós Kitab al-Ilm al-múktassab fi ziràat adh-dhàhab (Llibre del coneixement adquirit respecte al cultiu de l'or). L'alquimista persa al-Jaldaki va estar profundament inspirat per les seves obres i va escriure diversos comentaris i referències a l'obra d'as-Simawí.